# Stephen-Nash-Springaffe
Der Stephen-Nash-Springaffe (Plecturocebus stephennashi, Syn.: Callicebus stephennashi) ist eine Primatenart aus der Unterfamilie der Springaffen innerhalb der Familie der Sakiaffen (Pitheciidae). Die Art wurde 2002 beschrieben, der Name ehrt den Tierzeichner Stephen D. Nash.

## Merkmale
Stephen-Nash-Springaffen sind wie alle Springaffen relativ kleine Primaten mit dichtem, flauschigem Fell. Die gemessenen Exemplare hatten eine Kopfrumpflänge von 27 bis 28 Zentimeter, der Schwanz war 42 Zentimeter lang. Das Gewicht betrug 480 bis 780 Gramm. Das Fell ist am Rücken und an den Oberarmen und -schenkeln grau, der Bauch sowie die Unterarme und -schenkel sind leuchtend rot, die Pfoten weiß gefärbt. Der Schwanz ist buschig und länger als der Körper, er kann wie bei allen Springaffen nicht als Greifschwanz eingesetzt werden. Er ist im vorderen Teil und an den hinteren zwei Dritteln weiß gefärbt. Der Kopf ist rundlich und klein, eine Oberseite ist grau gefärbt. An der Stirn erstreckt sich ein breiter schwarzer Streifen. Die langen Backenhaare sind leuchtend rot gefärbt. 

## Verbreitung und Lebensraum

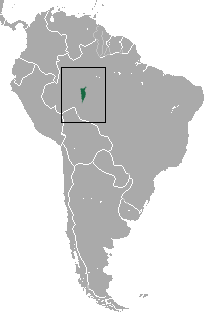
Verbreitungsgebiet (grün)

Stephen-Nash-Springaffen leben im Amazonasbecken in Brasilien, das genaue Verbreitungsgebiet ist nicht bekannt. Nach Vermutung der Erstbeschreiber erstreckt es sich rechts des Rio Purus zwischen den Verbreitungsgebieten des Braunbauch-Springaffen und des Hershkovitz-Springaffen. Auch der Lebensraum ist nicht bekannt. Aufgrund dieser Unklarheiten lassen sich auch keine Angaben zum Gefährdungsgrad machen, die IUCN listen die Art unter „zu wenig Daten vorhanden“ (data deficient).

## Lebensweise
Über die Lebensweise der Art weiß man noch kaum etwas. Wie alle Springaffen dürften sie tagaktive Baumbewohner sein und in Familiengruppen leben, bei denen die Partner zeitlebens zusammenleben. Die Nahrung dürfte wie bei den übrigen Springaffen vorwiegend aus Früchten bestehen.